# Флавий Калепий
Флавий Калепий (лат. Flavius Calepius) — римский государственный деятель середины V века.
Об этом человеке известно лишь то, что в 447 году он занимал должность консула в Западной Римской империи вместе с Флавием Ардавуром Юниором, который был назначен на востоке империи.